# Paramuriceidae
Paramuriceidae is een familie van de onderorde van Holaxonia van de orde van gorgonen of hoornkoralen. Deze familie bestaat uit 14 geslachten.